# دافور جانيتش
دافور جانيتش هو ممثل بوسني (وحمل سابقاً جنسية جمهورية يوغوسلافيا الاشتراكية الاتحادية)، ولد في 18 نوفمبر 1969 بتوزلا في البوسنة والهرسك.

## وصلات خارجية
- دافور جانيتش على موقع IMDb (الإنجليزية)
- دافور جانيتش على موقع قاعدة بيانات الأفلام العربية
- دافور جانيتش على موقع ألو سيني (الفرنسية)
- دافور جانيتش على موقع أول موفي (الإنجليزية)
- دافور جانيتش على موقع قاعدة بيانات الأفلام السويدية (السويدية)
- دافور جانيتش على موقع قاعدة بيانات الفيلم (الإنجليزية)
- دافور جانيتش على موقع كينوبويسك (الروسية)